# Rayleigh–Taylor-instabilitás
A folyadékdinamikában (hidrodinamikában) a folyadékinstabilitási tételek közül az egyik legismertebb a Rayleigh–Taylor-féle instabilitási elv, mely különböző sűrűségű folyadékok határfelületének instabilitását írja le. 

## Gravitációs hullámok folyadékban
Tekintsünk egy gravitációs mezőben lévő sűrű folyadékot, amely egy kisebb sűrűségű folyadékon nyugszik. A kezdeti kiindulási feltételek hasonlóak, mint az egyszerű felszíni gravitációs hullámok esetében figyelhetünk meg. Legyenek z a folyadék magassági, h a mélységi kiterjedésére jellemző érték; a kontinuitási egyenlet alapján mondhatjuk, hogy {\displaystyle \nabla \centerdot u=0} illetve {\textstyle {\frac {\partial u}{\partial t}}+(u\nabla )u=-{\frac {1}{\rho }}\nabla P-g{\widehat {z}}} ami az összenyomhatatlan folyadékban való hullámterjedést írja le. Formálisan azt jelenti, hogy összenyomhatatlan folyadékban a {\textstyle (\partial P/\partial \rho )_{s}\rightarrow \infty }. 

## Alacsony folyadékszinteknél létrejövő egyensúly
Tudvalevő, hogy a vízszintes irányú mozgás a folyadék mélységi rétegeiben sokkal csekélyebb, a vízszintes sebességösszetevő itt gyakorlatilag független z-től. Miután {\displaystyle \partial u/\partial x} független a h magasságtól, ennek alapján a kontinuitási függvény {\displaystyle \partial \xi /\partial t=-h\partial u/\partial x}szerint alakul, ahol {\displaystyle \xi } a perturbáció. Az impulzus vízszintes irányú komponense pedig: 
{\displaystyle {\frac {\partial u}{\partial t}}+u{\frac {\partial u}{\partial x}}=-g{\frac {\partial \xi }{\partial x}}}
Ha az egyenlet bal oldalát linearizáljuk, akkor pontosan olyan kifejezést kapunk, amelyet a hanghullámok kifejtésénél láthatunk. Ekkor ugyanis a hullámok terjedési sebessége gyakorlatilag {\displaystyle {\sqrt {gh}}}. 